# Henry Jones
Sir Henry Jones, född 30 november 1852, död 4 februari 1922 var en walesisk filosof och akademiker.
Han föddes i Llangernyw, Denbigshire och var son till en skomakare. Efter att ha arbetat som lärling hos sin far studerade han vid Bangor Normal College och blev lärare i Brynamman. 
Efter att ha bestämt sig för att bli presbyteriansk präst begav han sig till universitetet i Glasgow på ett stipendium. Efter examen blev han postdoc och studerade vid Oxford och i Tyskland. År 1882 gifte han sig med en skotsk kvinna och bosatte sig senare i Skottland.
Jones var en nyckelperson vid genomklubbandet av Intermediate Education Act 1889 och arbetade för etablerandet av University of Wales samt genomförandet av nedsatta avgifter för utbildning. Han adlades 1912.

## Verk
- Browning as a Philosophical and Religious Teacher, 1891
- A Critical Account of the Philosophy of Lotze, 1895
- A Faith that Enquires, 1922